# 김상우 (1995년)
김상우(한국 한자: 金相佑, 1995년 3월 14일 ~ )는 대한민국의 축구선수이다. 포지션은 공격수이다.

## 클럽 경력
김상우는 2018시즌을 앞두고 K리그2의 수원 FC에 입단하면서 커리어를 시작했다.
2019시즌을 앞두고 K3리그의 양평 FC로 임대 이적했다.
2020시즌을 앞두고 K4리그의 진주시민축구단으로 임대 이적했다.